# آسلینگ (شهر اتریش)
آسلینگ (به آلمانی: Assling) یک منطقهٔ مسکونی در اتریش است که در لاینس واقع شده‌است. آسلینگ ۹۹ کیلومتر مربع مساحت دارد ۱٬۱۲۸ متر بالاتر از سطح دریا واقع شده‌است.